# ماري كينغسلي
ماري هنريتا كينغسلي (13 أكتوبر 1862 - 3 يونيو 1900) كانت عالمة أعراق وكاتبة ومستكشفة إنجليزية قامت بالعديد من الرحلات عبر غرب إفريقيا وكتبت العديد من الكتب عن تجاربها هناك. وقد نسب المؤرخون الفضل إلى أعمال كينغسلي في المساعدة في تشكيل التصورات الغربية لثقافة إفريقيا والاستعمارية

.

## روابط خارجية
- ماري كينغسلي على موقع الموسوعة البريطانية (الإنجليزية)